# Kōfu (Tottori)
Kōfu (江府町?) è una cittadina giapponese della prefettura di Tottori.